# Cristiano Benenati
Cristiano Benenati, né le 15 juillet 1982 à Vittoria, est un coureur cycliste italien.

## Palmarès
- 2000
  - Trofeo Amici del Pedale
- 2004
  - Trophée Rino Benedetti
  - Trophée de la ville de Prato
- 2005
  - Tour d'Émilie amateurs
- 2006
  - Gran Premio Enel Monte Amiata
  - Grand Prix de la ville de Vinci
  - Trofeo Velo Club Seano
  - Coppa Ciuffenna
- 2007
  - Florence-Empoli
  - Coppa Caduti di Puglia
  - Coppa Penna
  - 3e de la Targa Libero Ferrario
- 2008
  - Trofeo Caduti di Soprazocco
  - Coppa Giulio Burci

## Classements mondiaux
| Année            | 2006   | 2007 | 2008 | 2009 | 2010 | 2011 | 2012 |
| ---------------- | ------ | ---- | ---- | ---- | ---- | ---- | ---- |
| UCI Asia Tour    |        |      |      |      |      |      | 164e |
| UCI America Tour |        |      |      | 138e |      |      |      |
| UCI Europe Tour  | 1 093e |      |      |      |      |      |      |